# Pouhon de Bernister

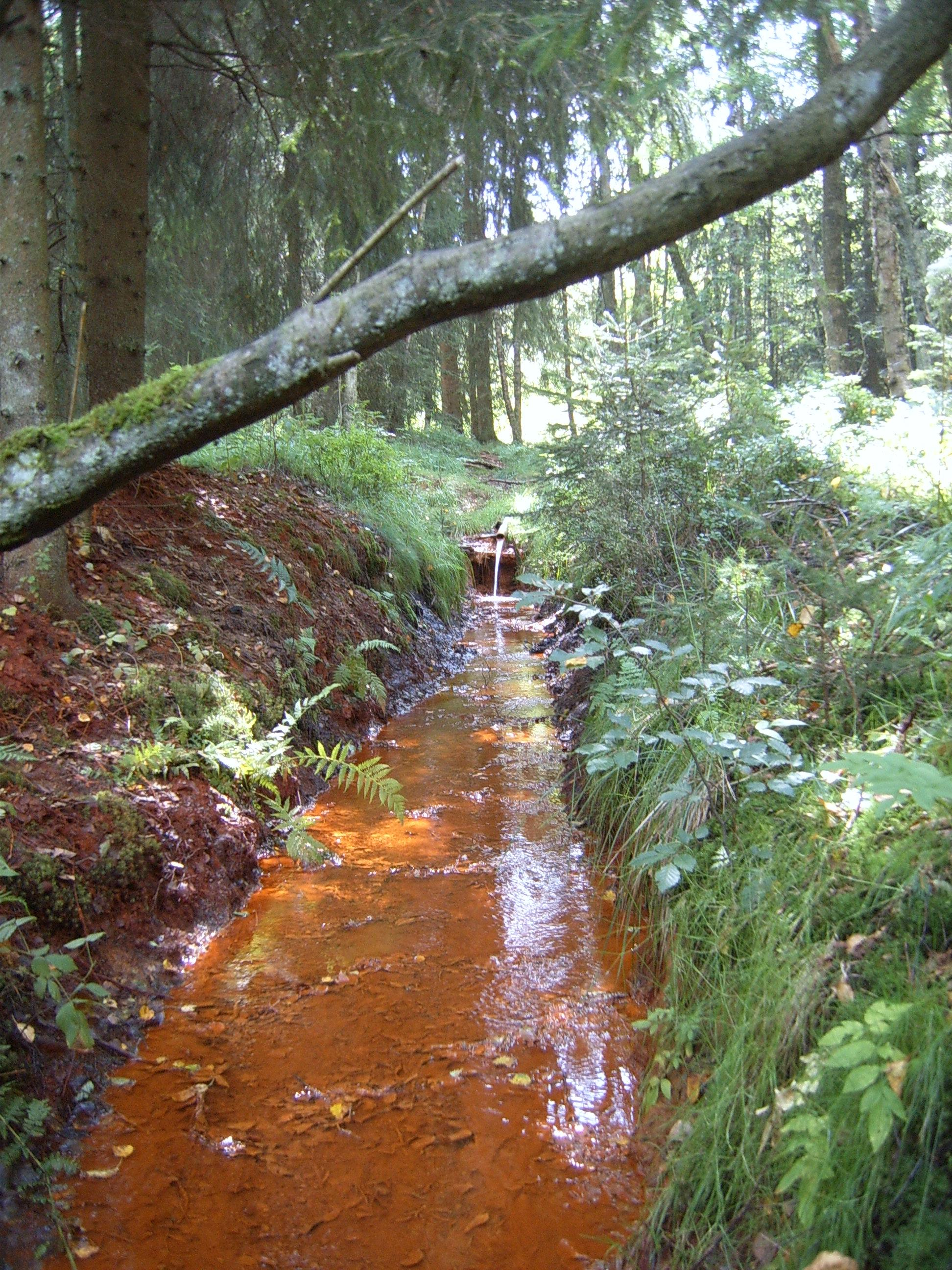
Source du pouhon de Bernister.

Le pouhon de Bernister est un pouhon, source minérale ferrugineuse et naturellement gazeuse, de la région des Hautes Fagnes en Belgique. Il sourt en rive gauche de la rivière de l'Eau Rouge, au niveau du viaduc de l'Eau Rouge, en contrebas du village de Bernister sur la commune de Malmedy.
Issu d'un captage réalisé en 1934 par la société Spa Monopole, il débite environ 30 m³ d'eau par jour.

## Voir aussi

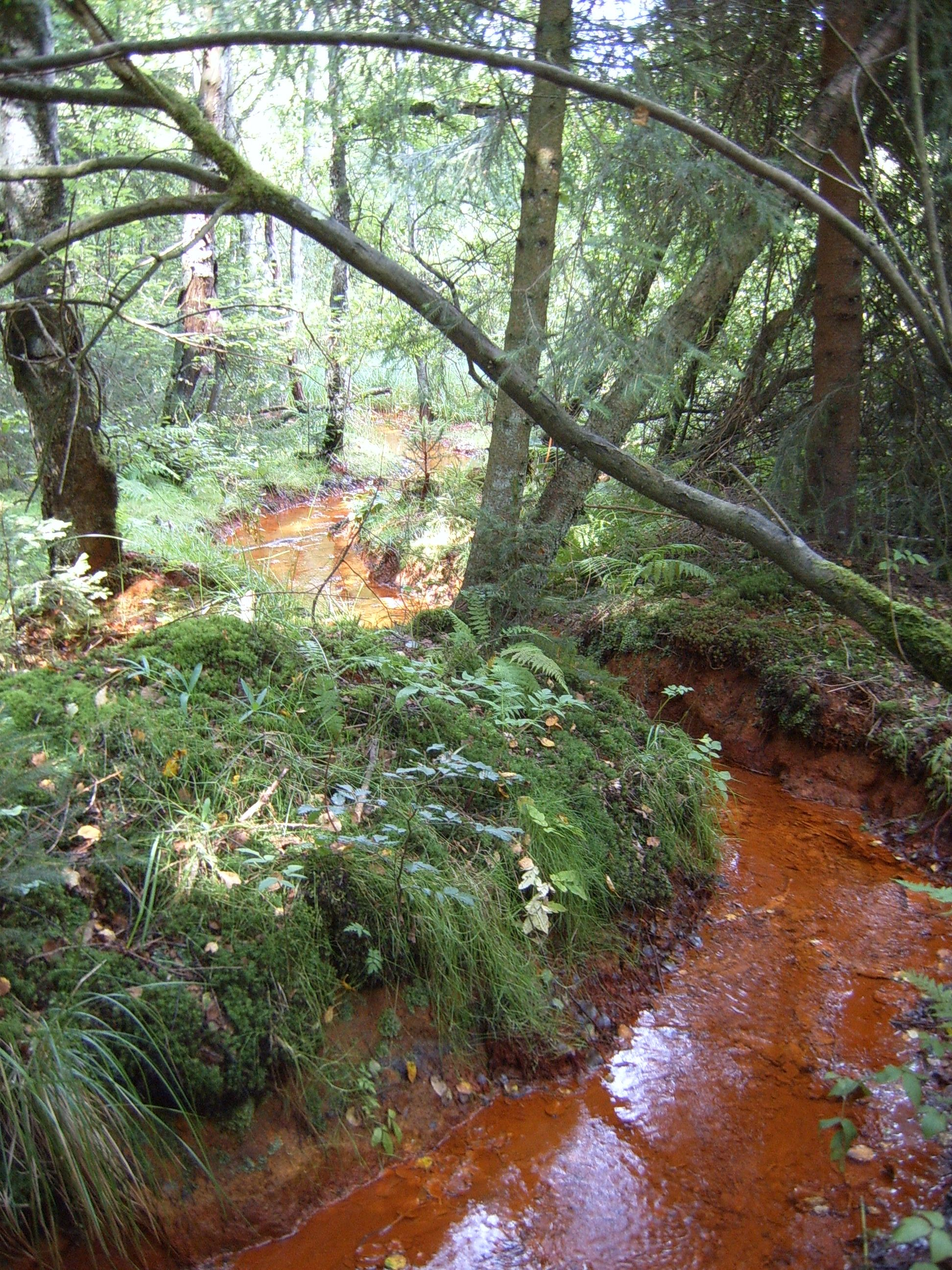
Le drain vers l'Eau Rouge.